# ماسا لوبرنسه
ماسا لوبرنسه (به ایتالیایی: Massa Lubrense) یک کومونه در ایتالیا است که در استان ناپل واقع شده‌است.

## خصوصیات
ماسا لوبرنسه ۱۹٫۷ کیلومترمربع مساحت و ۱۳٬۴۰۴ نفر جمعیت دارد.

## نگارخانه

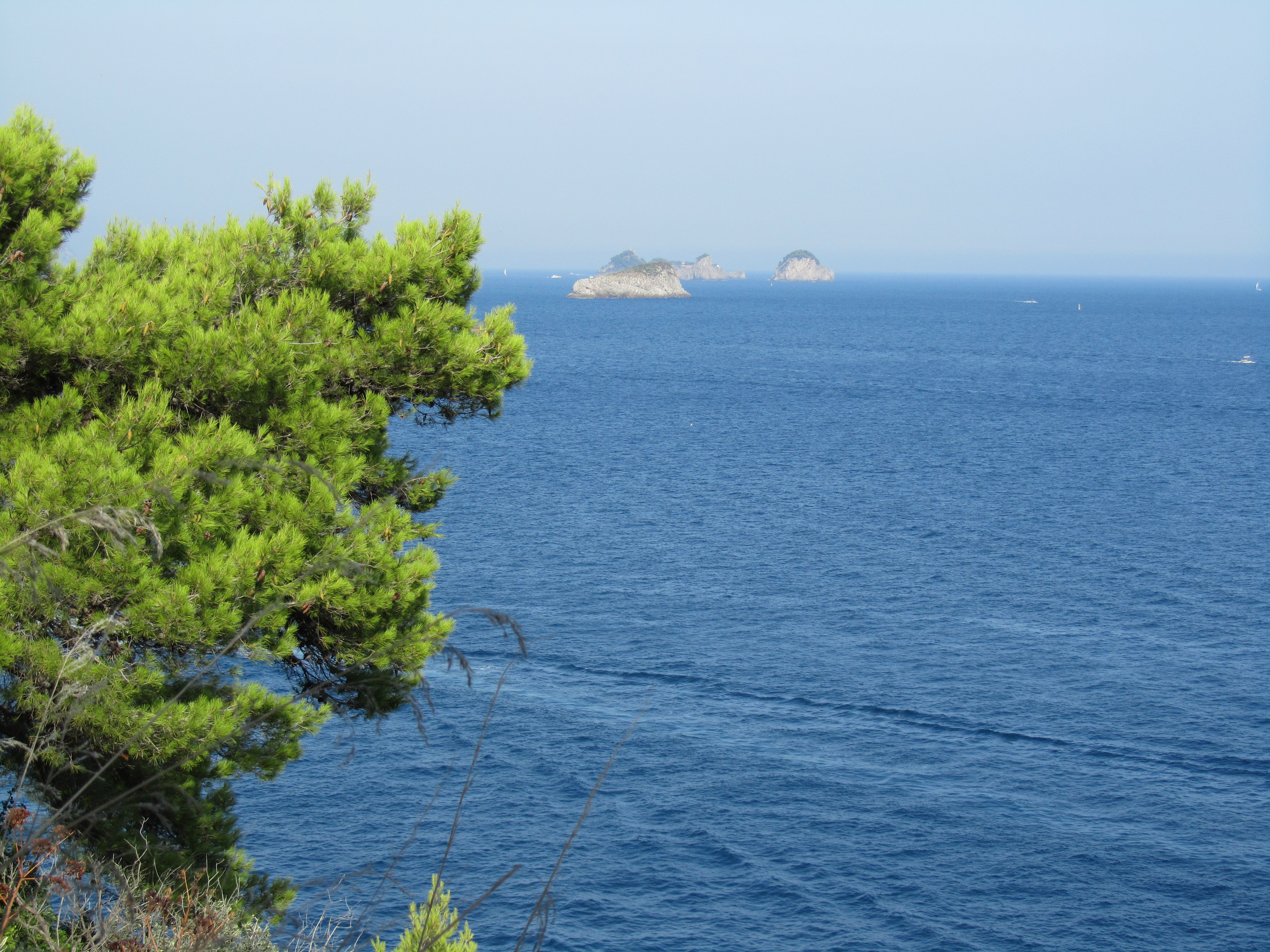
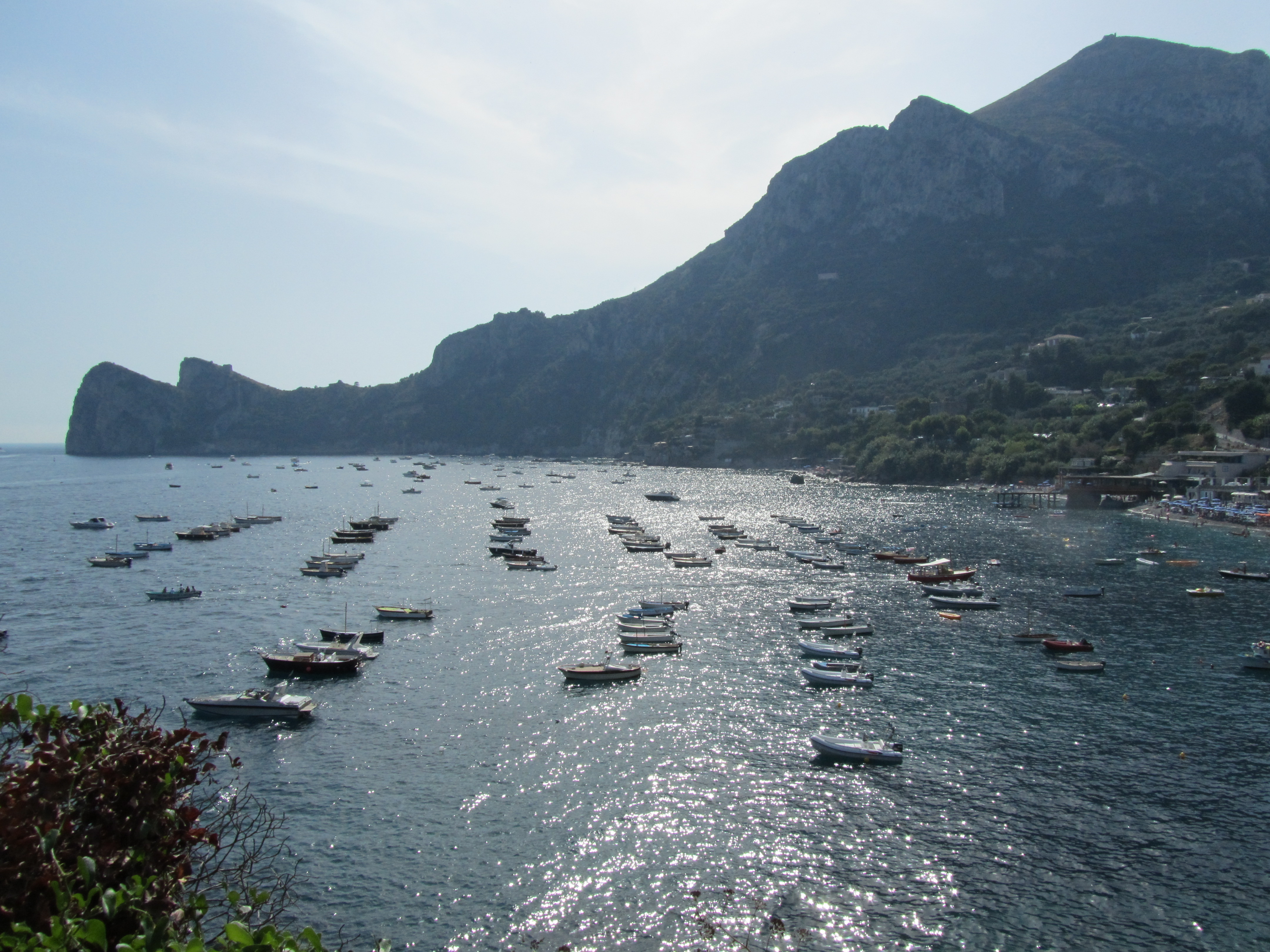
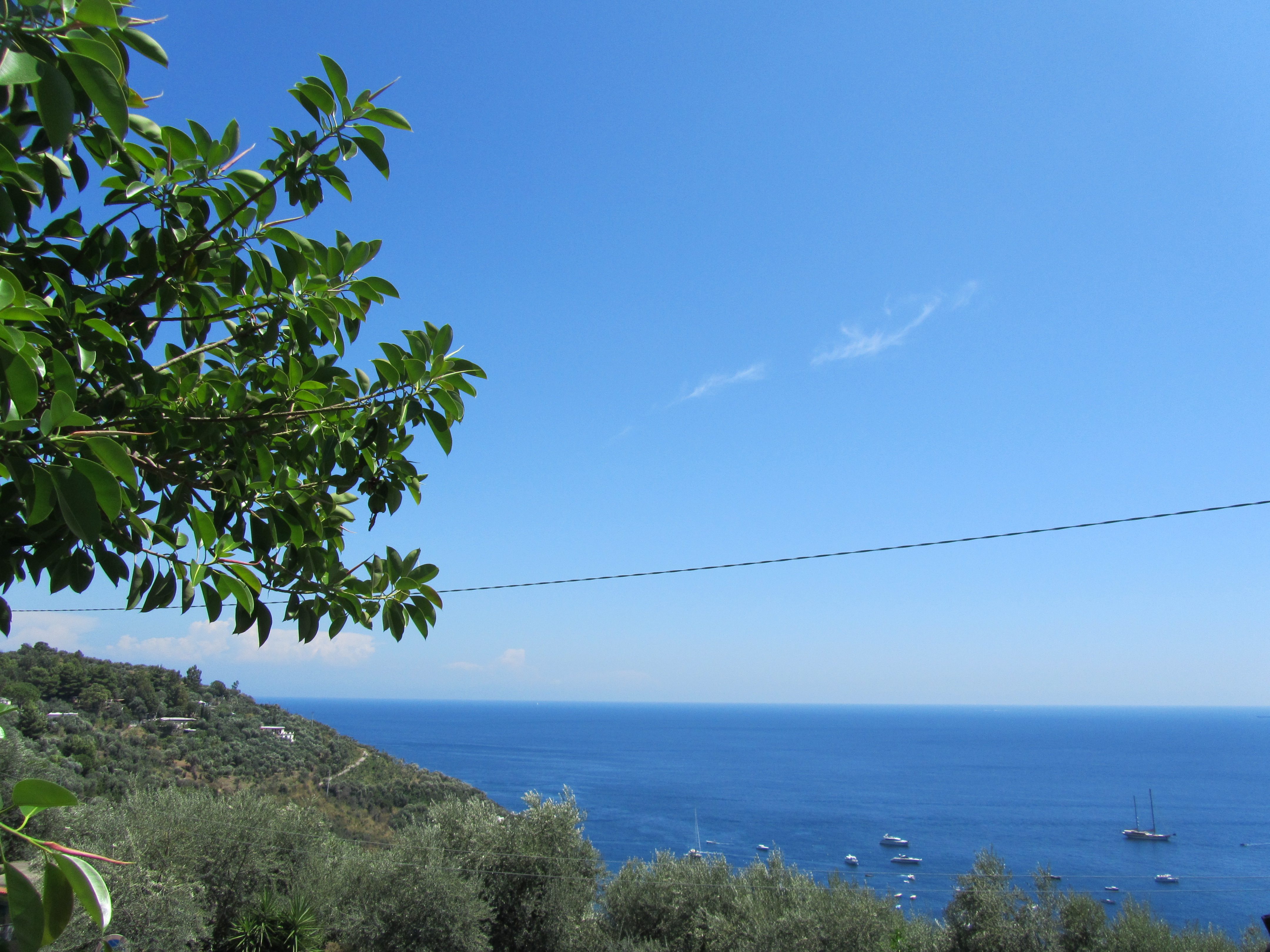
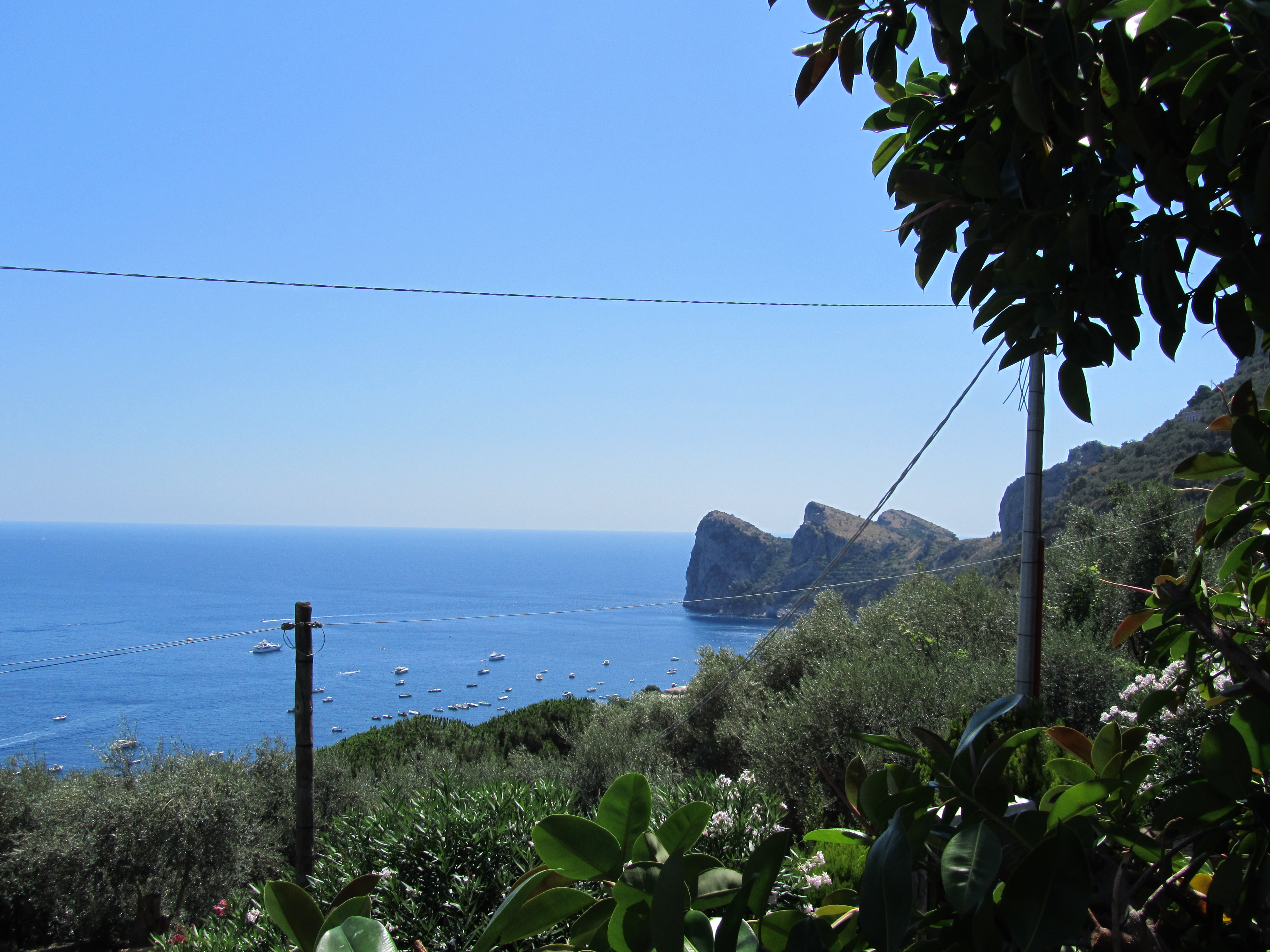
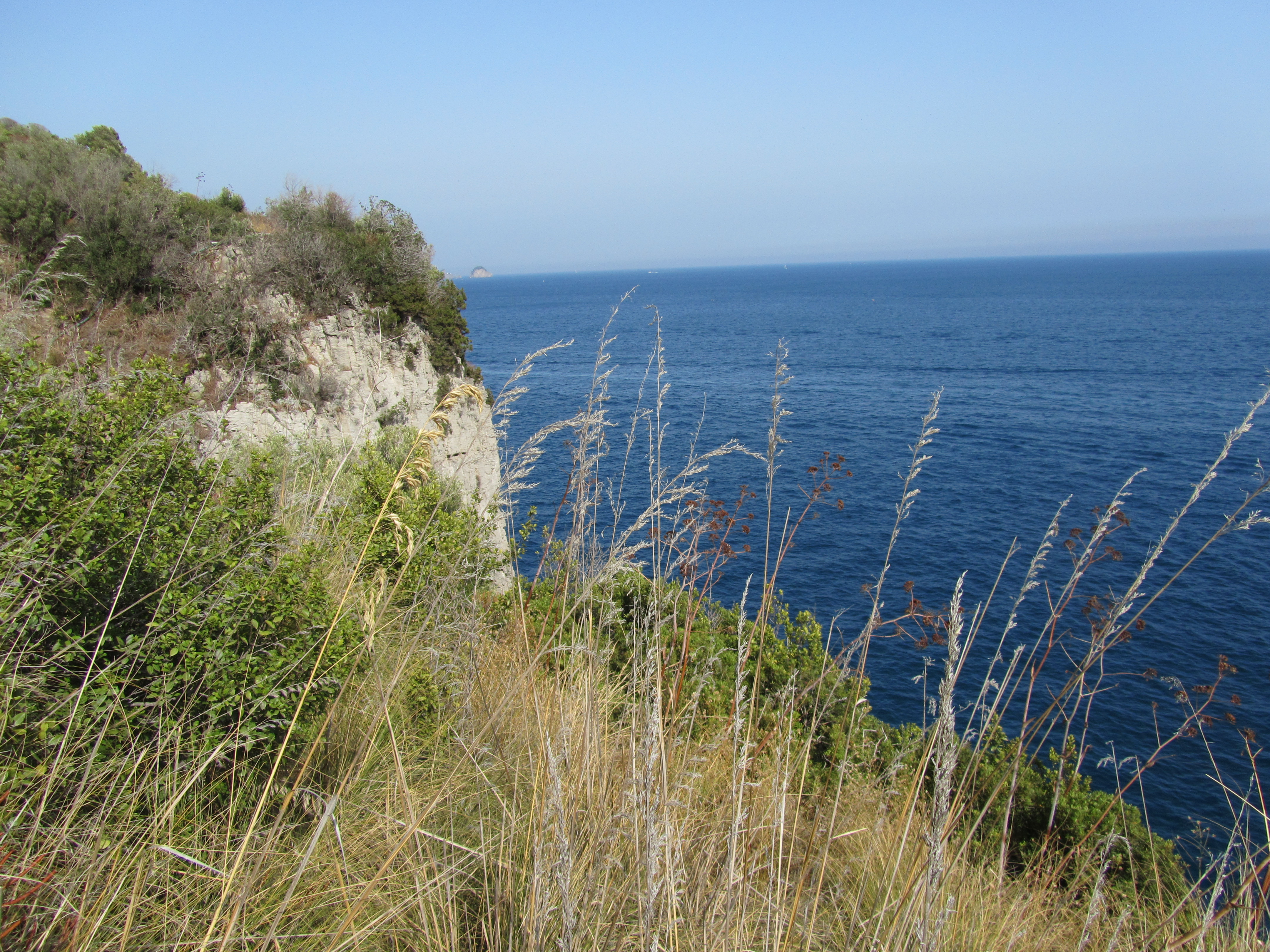
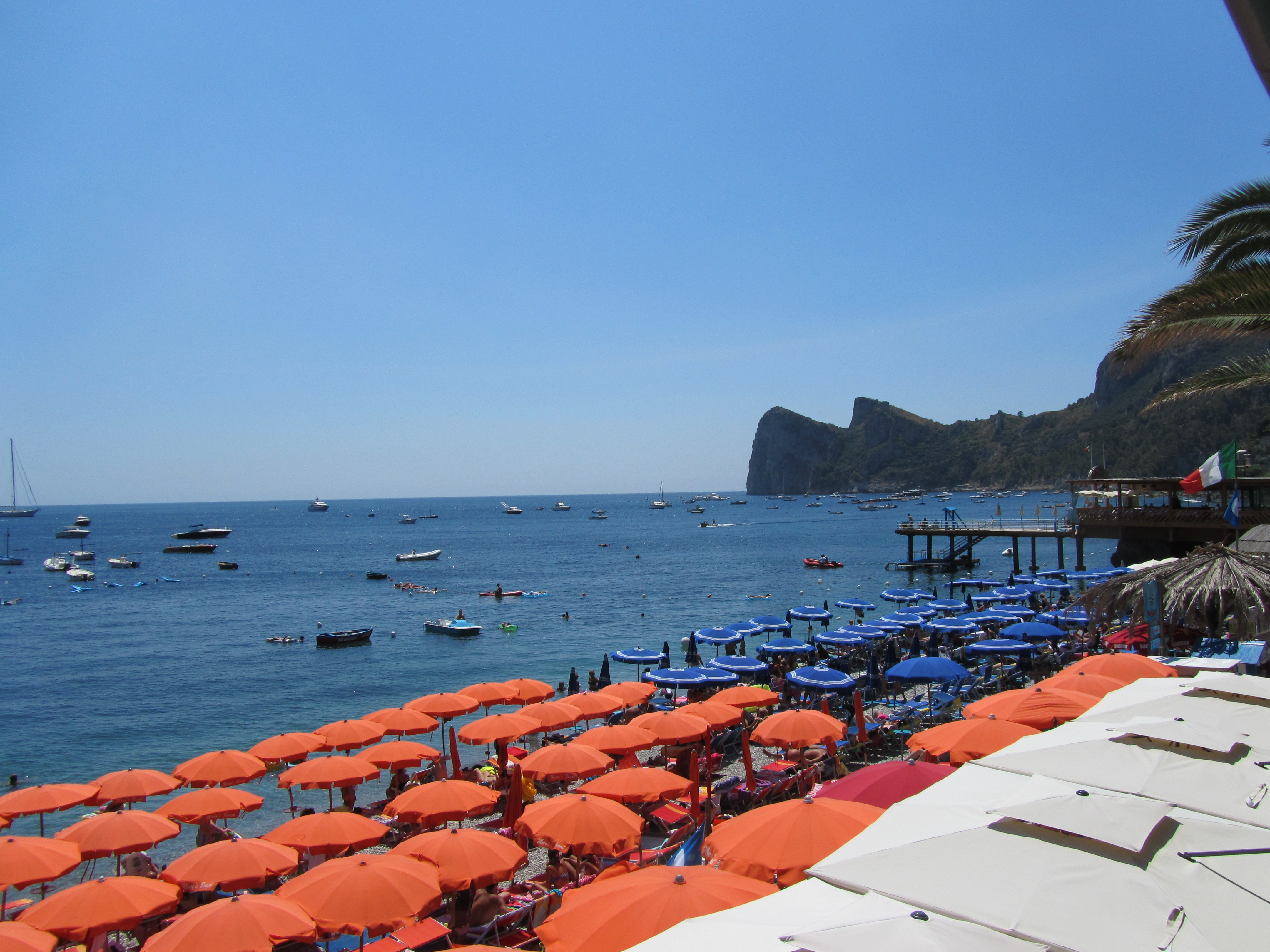
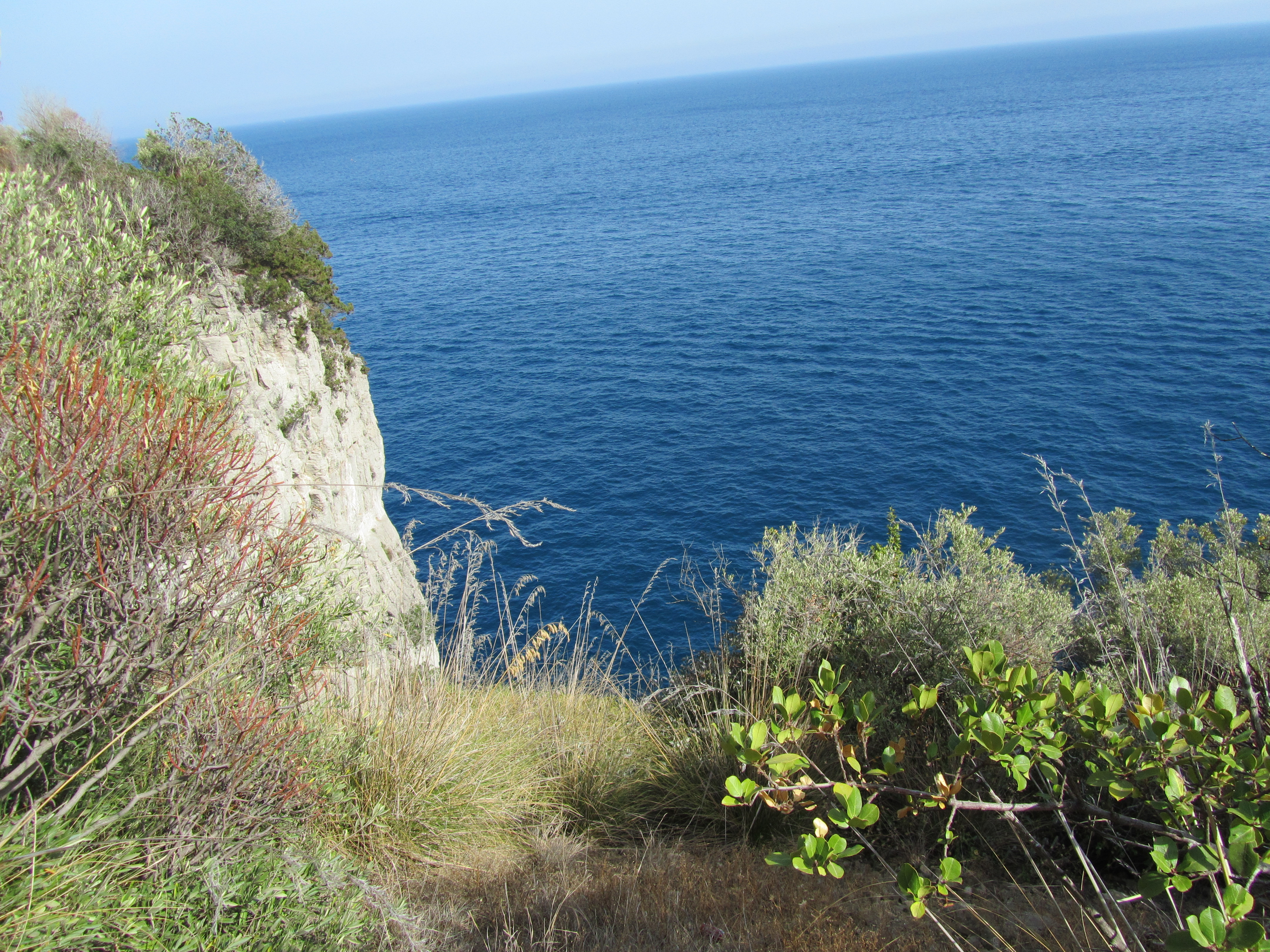